# سرود کارل بزرگ
سرود کارل بزرگ (انگلیسی: El Gran Carlemany) , (تلفظ کاتالان: [əɫ ˈɣɾaŋ kərləˈmaɲ]، کاتالان غربی: [eɫ ˈɣɾaŋ kaɾleˈmaɲ]; "The Great Charlemagne")، نام سرود ملی کشور آندورا است. این سرود از اشعار خوان بنلوچ آی ویوو و موسیقی انریک مارفانی بونز است که در ۸ سپتامبر ۱۹۲۱ هم‌زمان با روز ملی آندورا آن را به عنوان سرود ملی به تصویب رساندند. متن سرود اشاره به جوانب کلیدی کشور آندورا از جمله فرهنگ و تاریخ این منطقه دارد و همان‌طور که از نام آن پیداست میراث امپراتوری شارلمانی را با خود حمل می‌کند.